# Jakub Wrąbel
Jakub Wrąbel (Breslavia, 8 giugno 1996) è un calciatore polacco, portiere del Miedź Legnica.

## Carriera

### Club
Ha giocato nel campionato polacco.

### Nazionale
Con la maglia della nazionale Under-21 è stato convocato per gli Europei di categoria nel 2017, dove ha giocato tutte e 3 le partite della fase a gironi.